# Passo dell'Orco
Passo dell'Orco (Passo d' 'e l'Uerco, talvolta  'A muntagna spaccata, in dialetto locale) è un valico tra le città di Nocera Inferiore e Castel San Giorgio.

## Territorio

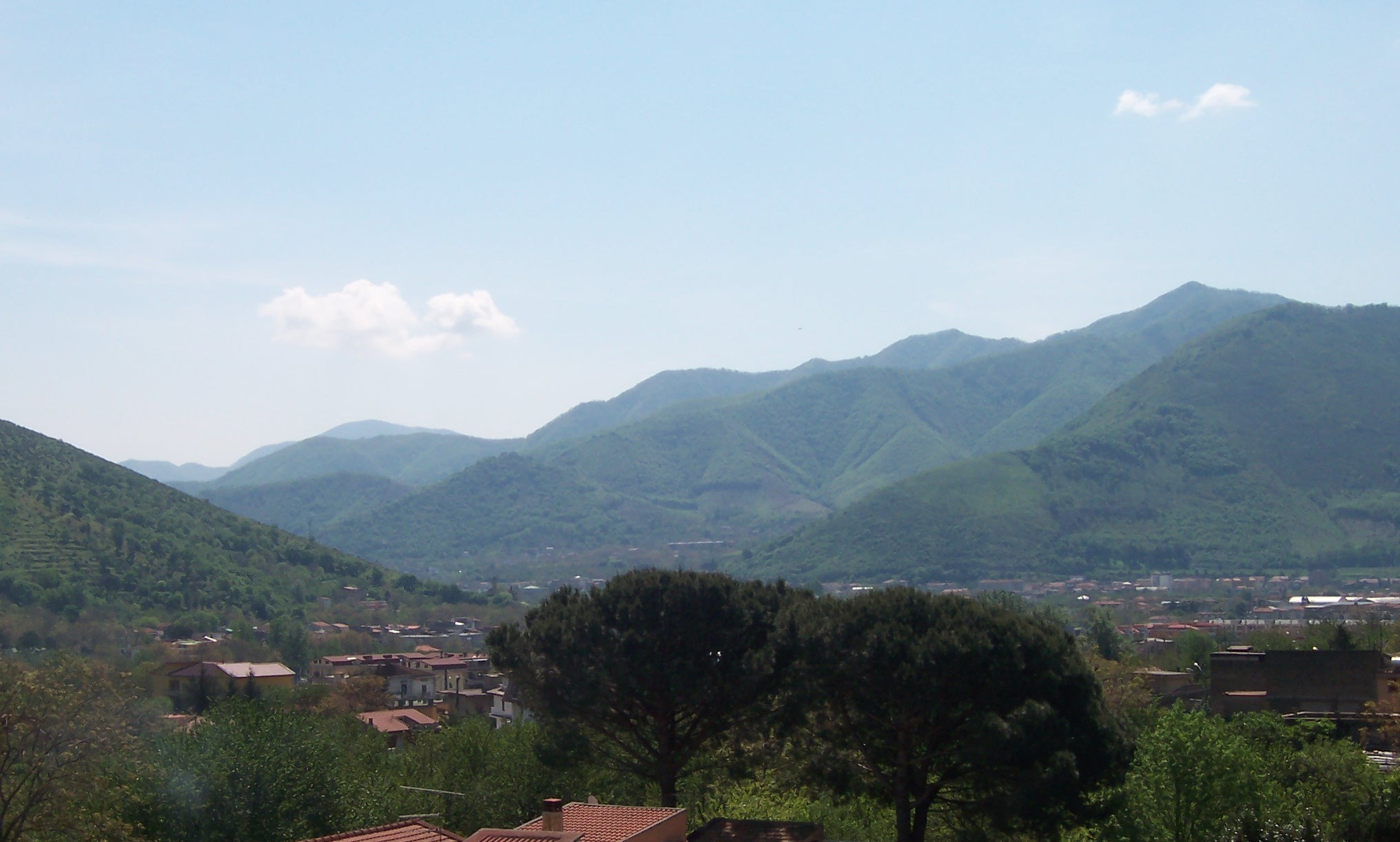
La Valle dell'Orco vista da Torello

Il valico (135 m. s.l.m. al punto più alto) è incastonato tra il colle nocerino di Torricchio e quello sangiorgese di sant'Apollinare, nell'insenatura artificiale nota come Montagna spaccata, collega le località di Trivio Codola e Paterno di Lanzara nel comune di Castel San Giorgio con Codola Torricchio e Fiano nel comune di Nocera Inferiore. Conosciuta anche come Valle dell'Orco, comprende la località della Starza dei Leoni.

## Storia

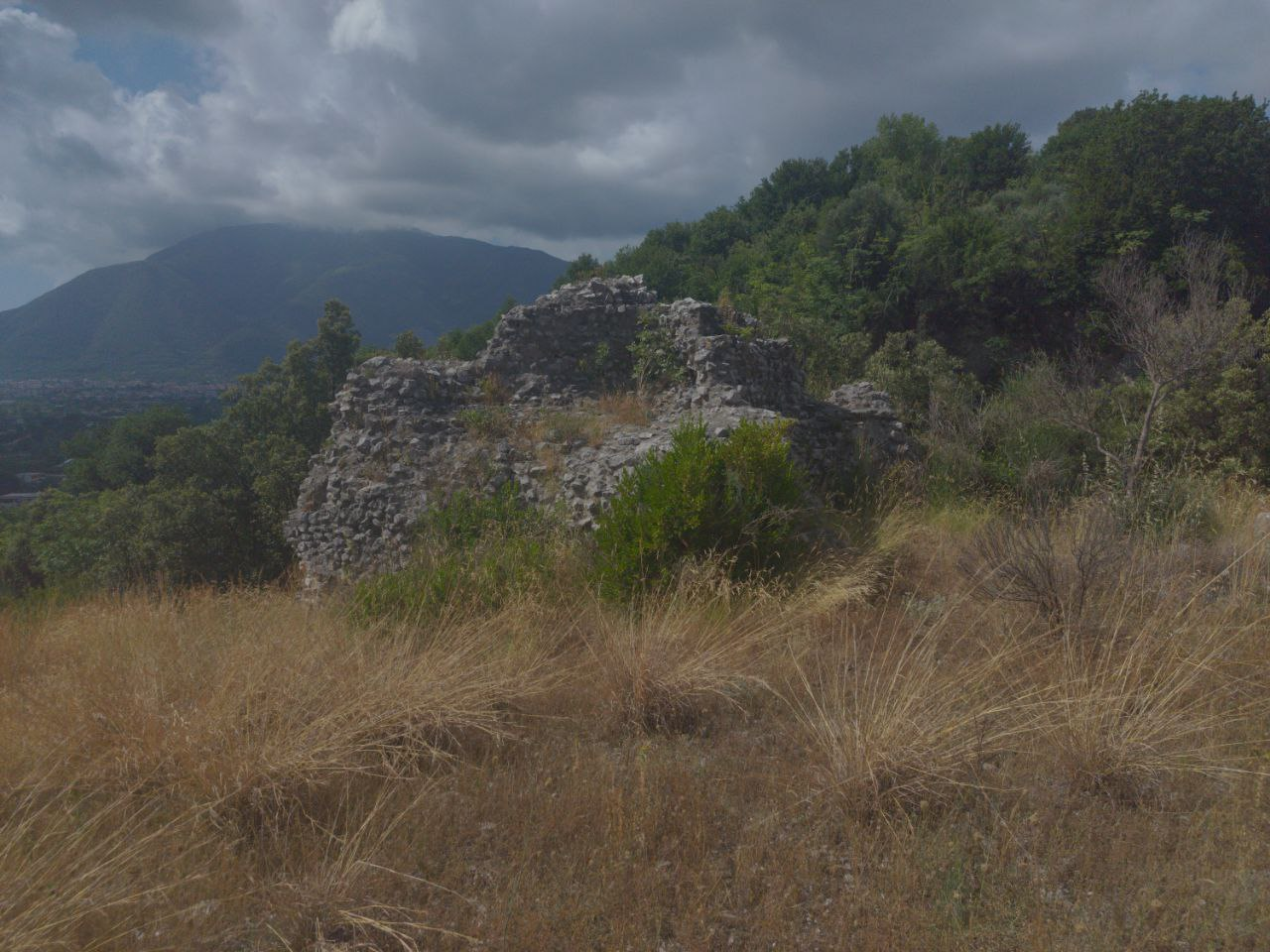
Ruderi del mausoleo noto come Campanile dell'Orco

La zona fu un crocevia importante in epoca romana, il passo infatti era funzionale al raggiungimento della città di Nuceria Alfaterna, attraverso una diramazione della via Popilia, che portava anche alle cave di tufo di Fiano e Piedimonte, i romani in maniera manuale aprirono un varco tra i due monti che si congiungevano, questa zona ancor'oggi è conosciuta come la Montagna spaccata.
Nel I secolo lungo questa via fu costruito un mausoleo dalla forma circolare, detto Campanile dell'Orco, che con tutta probabilità, diede il nome al passo.  La credenza popolare, invece, vuole che questo passo fu valicato dal condottiero cartaginese Annibale, proveniente dal vicino Monte Iulio, in direzione di Nuceria, in procinto di  assediarla nel settembre del 216 a.C., la città fu assediata e distrutta con efferatezza, da qui la denominazione dell'orco in riferimento al Barca. Di rilevanza anche la villa rustica rinvenuta nei pressi di Paterno. Nel medioevo la zona venne comunque ampiamente praticata, grazie soprattutto ai vicini giacimenti di tufo grigio. Vide contestualmente la rinascita sul colle di Sant'Apollinare dell'antico sito di Fractanova, già in uso dal 79 d.C., e della costruzione della sua rocca, divenuta poi un eremo. Mentre sull'altro versante (Monte Torricchio e Colle di Sant'Andrea) vi si svilupparono i casali dell'odierna Nocera.
Il passo fu varcato nel 1460 anche dalle truppe di Giovanni d'Angiò, per poi scontrarsi con l’esercito aragonese, guidato da Ferdinando I di Napoli, nella battaglia di Sarno.
Nel 1858, nel monte sottostante al passo, fu ricavata la Galleria dell'Orco, il primo tunnel ferroviario nel Regno delle due Sicilie.

## Il miracolo dellamontagna spaccata
Secondo una tradizione popolare il miracolo della separazione della montagna spaccata sarebbe dovuto all'opera di San Prisco. Tale tradizione è riportata nel romanzo storico di Andrea Calenda di Tavani, Ramondello Orsino, storia napoletana del Trecento . Il santo avrebbe spaccato la montagna perché gli intralciava il cammino. Dopo essere stato ricevuto da un non meglio precisato papa, il santo ne aveva ricevuto in dono una fontana (oggi collocata nel piazzale antistante la cattedrale di Nocera). Il passo sarebbe largo quanto basta da far passare proprio quella fontana. Preoccupati per l'apertura di una breccia nella montagna, i nocerini inveirono contro il proprio il vescovo, ma Prisco li assicurò che l'area sarebbe rimasta sotto la sua perenne protezione e che nessun esercito sarebbe mai passato di là per far del male ai suoi concittadini.

## La Galleria dell'Orco

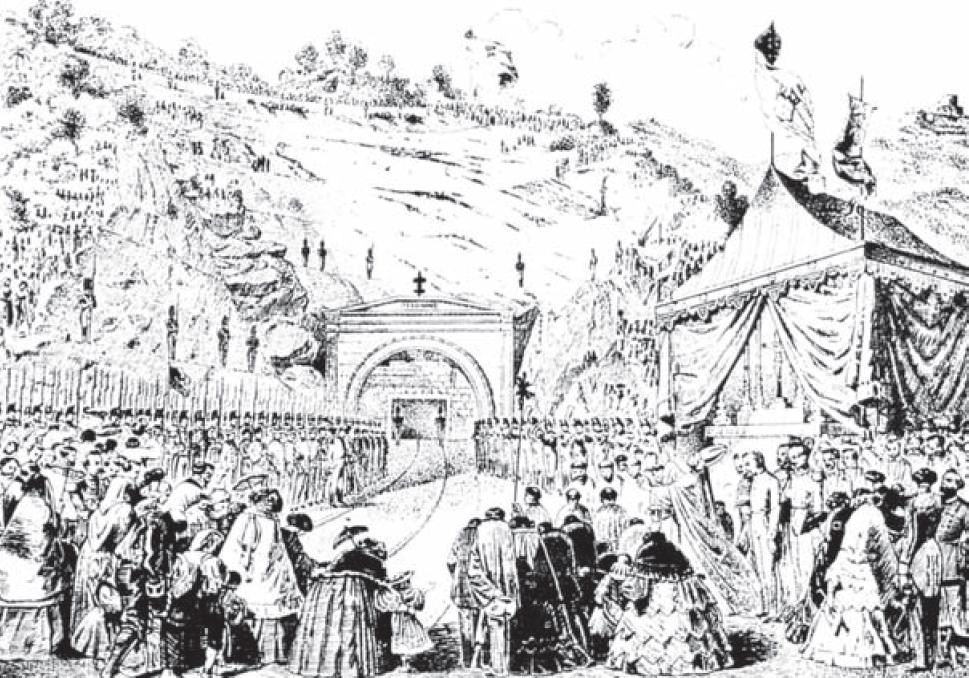
L'inaugurazione del traforo

Il tunnel fu inaugurato il 31 maggio 1858, dopo circa venti mesi di lavori, alla presenza del vescovo di Nocera Angelo Giuseppe D'Auria, del ministro delle Finanze del Regno e di diverse autorità militari presenti a Nocera. Per l'occasione, la galleria fu rischiarata da cinquemila lumini e alcuni carri furono tirati a mano. L'evento fu in seguito immortalato in una serigrafia del Giornale del Regno delle due Sicilie.
Il traforo entrò in funzione il 17 febbraio 1861, dopo la caduta del Regno delle due Sicilie.